# 寒冷アレルギー
寒冷アレルギー（かんれいアレルギー）とは、物理刺激により誘発されるアレルギー。局所性と全身性に分けられ体温より低いものに触れると蕁麻疹やひどくなると呼吸困難を引き起こす恐れがある。

## 概要
体温より低いもの、冷風、氷、雨などの寒冷刺激に誘発され蕁麻疹や呼吸器などの症状を引き起こす。蕁麻疹（膨疹）の発症閾値温度は5℃から20℃程度と個人差があり、更に同一の個人でも測定ごとにー、また治療薬の効果により温度に差異が生じたとの報告がある。全身性症状の原因として稀に遺伝性の「家族性寒冷誘発自己炎症性症候群」がある。

## 症状
- 血管性浮腫
- 呼吸器症状（吸気性喘鳴、呼気性喘鳴、呼吸困難）
- 真皮に生じる境界明瞭な一過性の腫脹

## 原因
低温の温度刺激。
- 冷風
- 氷
- 雨
- 雪
- 金属(冷えたもの)
- 湯冷め
- アイスクリーム
- 水

## 治療
- 抗ヒスタミン薬の内服または外用
- ステロイドの内服または外用

## 予防法
寒暖の差を減らし、体温より冷たいものには触れないようにする。